# Jilemnický okultista
Jilemnický okultista (anglický název: The Jilemnice Occultist) je druhé studiové album české black metalové kapely Master's Hammer, vydané v prosinci 1992. V následujícím roce bylo distribuováno Osmose Productions v dalších zemích. Kapela album popsala jako „první black metalová opereta na světě“. Do značné míry bylo album inspirováno rockovými operami od King Diamond. Na několika raných vydáních od Osmose Productions je „Jilemnice“ chybně psána jako „Filemnice“, což by bylo opraveno v pozdějších vydáních. Přestože je seznam skladeb v angličtině, všechny texty jsou v češtině. Původní vydání obsahovalo české názvy.
Album v roce 2017 znovu vydal label Franta Štorm’s Jihosound Records ve formátu digipak s mírně odlišným přebalem a dvěma bonusovými tracky, převzatými z předběžné demoverze alba nahraného na začátku února 1992.

## Děj alba
Album, které se má číst jako „opereta ve třech dějstvích“ se odehrává v Čechách roku 1913 a vypráví příběh Atramenta, mladého putujícího okultisty, který právě přijíždí do obce Jilemnice se záměrem posilovat své okultistické schopnosti (v té době byla obec významným místem pro okultisty). Usadí se v hostinci, který provozuje bohatý podnikatel Spiritus, a na první pohled se zamiluje do jeho krásné dcery Kalamarie (která je však tajná čarodějnice). Vesnice má hejtmana Satrapolda, jenž také miluje Kalamarii, a poté, co nechal zatknout Atramenta, unesl Kalamarii s pomocí čeledína Blethera a odvezl ji na svůj hrad. Satrapold s ní plánuje uprchnout do Káhiry (Blether jej mezitím zradí a prchne do nedalekého Železného Brodu), ale dříve než to dokáže, využije své mystické síly a zjistí, že on sám je ve skutečnosti maskovaný Poebeldorf v přestrojení a že skutečný Satrapold je jím uvězněn. Dříve Satrapoldův pobočník Poebeldorf se vzbouřil proti svému pánovi a celou dobu se chystal zaujmout místo hejtmana, ukrást veškerý majetek, spolu s Kalamarií uprchnout a začít nový život v nové zemi. Kalamaria ale díky svým magickým silám zmařila jeho zlé plány; následně jsou Atrament i Satrapold propuštěni z vězení a samotný Poebeldorf je zatčen. Album pak končí obrovskou oslavou, která se koná v hostinci Spirituse.
Jedinou skladbou, z původního vydání, která nezapadá do celkového děje, je Suchardův dům (Sucharda’s house).

## Kritika
Götz Kühnemund z německého časopisu Rock Hard porovnával album Jilemnický okultista s King Diamond. Styl Master’s Hammer byl popsán jako „výrazně nekompromisnější“. Vokály byly popsány jako „jako směs hlubokých hlasů King Diamond a Quorthonových chrochtání“. Kühnemund pochválil neobvyklý styl skupiny a „(ne)očekávaně dobrou“ produkci alba, která „nikdy nedovolí, aby se rychlejší chippingové pasáže zvrhly do hrozného chaosu“. Označil album Jilemnický okultista za „jedno z nejpozoruhodnějších death metalových alb roku“. Gabe Kagan, píšící pro Invisible Blog, také hovořil o albu velmi pozitivně a nazval jej „soundtrackem k literárním dílům E. T. A. Hoffmanna“. 

## Skladby
| Pořadí | Název                                    | Anglický název                        | Délka |
| ------ | ---------------------------------------- | ------------------------------------- | ----- |
| 1.     | „Ouverture“ (instrumental)               | Overture                              | 1:42  |
| 2.     | „Mezi kopci cesta je klikatá...“         | Among the Hills a Winding Way...      | 5:12  |
| 3.     | „Já nechci mnoho trápiti...“             | I Don't Want, Sirs, to Pester...      | 6:05  |
| 4.     | „Kol prostírá se temný les...“           | A Dark Forest Spreads All Around...   | 5:12  |
| 5.     | „Ten dvanácterák zmizel v houští...“     | That Magnificent Deer Has Vanished... | 3:32  |
| 6.     | „Můj hejtmane...“                        | My Captain...                         | 5:30  |
| 7.     | „Já mizérií osudu jsem pronásledován...“ | By the Misery of Fate I'm Haunted...  | 4:47  |
| 8.     | „Ach, pane vzácný...“                    | Oh, My Precious Sir...                | 3:54  |
| 9.     | „Že vše jen podle mého přání...“         | Everything That Just on My Whim...    | 4:26  |
| 10.    | „Sláva, sláva, pane hejtmane...“         | Glory, Herr Hauptmann...              | 4:47  |
| 11.    | „Suchardův dům (V Nové Pace)“            | Sucharda's Home                       | 5:53  |